# Борисик
Борисик (пол. Borysik) — село в Польщі, у гміні Уршулін Володавського повіту Люблінського воєводства.
Населення — 55 осіб (2011).
У 1975-1998 роках село належало до Холмського воєводства.

## Демографія
Демографічна структура станом на 31 березня 2011 року:
|          | Загалом | Допрацездатний вік | Працездатний вік | Постпрацездатний вік |
| -------- | ------- | ------------------ | ---------------- | -------------------- |
| Чоловіки | 21      | 1                  | 18               | 2                    |
| Жінки    | 34      | 10                 | 18               | 6                    |
| Разом    | 55      | 11                 | 36               | 8                    |